# Władcy Moraw

## Wielkie Morawy

### DynastiaMojmirowiców
- Mojmir I (ok. 830-846)
- Rościsław (846-870)
- Sławomir (871)
- Świętopełk I Wielki (871-894)
- Mojmir II (894-ok. 902/906)
- Świętopełk II (894-ok. 903/906)
- Przedsław/Przyniosław (ok. 894/895-898)

## Książęta Moraw

### DynastiaPrzemyślidów
- Brzetysław I (ok. 1029–1033) (Książę Czech od 1035)
- Oldrzych (1033–1034) (Książę Czech 1012–1033, 1034)
- Brzetysław I (1034–1049) (Książę Czech 1035–1055)
- Spitygniew II (1049–1054) (Książę Czech 1055–1061)

Brzetysław I, który zmarł w 1055 roku, przed śmiercią uregulował sprawę następstwa tronu na zasadzie senioratu, co zapoczątkowało po jego śmierci rozbicie dzielnicowe Czech i Moraw oraz podział dynastii Przemyślidów na linię czeską i morawską.

#### Dzielnica Ołomuniecka
- Wratysław (1054–1055)
- Spitygniew II (1055–1057, jako książę Czech)
- Wratysław (1057–1061, ponownie)
- Otto I Piękny (1061–1086)
- Bolesław (1087–1091)
- Świętopełk i Otto II Czarny (1091–1107)
- Otto II Czarny (1107–1110)
- Władysław I (1110–1113, jako książę Czech)
- Otto II Czarny (1113–1126)
- Wacław Henryk (1126–1130)
- Sobiesław I (1130–1135, jako książę Czech)
- Lupold (1135–1137)
- Władysław (1137–1140)
- Otto III Detleb (1140–1160)
- Władysław II (1160–1162, jako król Czech)
- Fryderyk (1162–1173)
- Oldrzych (1173–1177)
- Wacław II (1174–1179)
- Przemysł Ottokar I (1179–1182)
- Konrad III Otto (1182–1189)
- Włodzimierz i Brzetysław (1189 – przed 1200)
- Brzetysław (przed 1200 – przed 1201)

#### Dzielnica Brneńska
- Konrad I (1054–1055)
- Spitygniew II (1055–1061, jako książę Czech)
- Konrad I (1061–1092)
- Oldrzych Brneński (1092–1099)
- Borzywoj II (1099–1101, książę Czech 1100–1107,1117–1120)
- Oldrzych Brneński (1101–(1113)
- Władysław I (1113–1115, jako książę Czech)
- Sobiesław (1115–1123)
- Otto II Czarny (1123–1125)
- Wratysław Brneński (1125–1129)
- Sobiesław (1129–1130, jako książę Czech)
- Wratysław Brneński (1130–1156)
- Konrad II Znojemski (1156–przed 1161)
- Władysław II (przed 1161–1172, jako król Czech)
- Fryderyk (1172–1173, książę Czech)
- Wacław II (1174–1179)
- Konrad III Otto (1179–1189, od 1182 margrabia - patrz niżej)
- Spitygniew i Świętopełk (1189–1192)
- Władysław Henryk (1192–1194, jako margrabia - patrz niżej)
- Spitygniew i Świętopełk (1194–1198)
- Świętopełk (1199–1200)

#### Dzielnica Znojemska
- Konrad I (1054–1055)
- Spitygniew II (1055–1061, jako książę Czech)
- Konrad I (1061–1092)
- Luitpold (1092–1099)
- Borzywoj II (1099–1101)
- Luitpold (1101–1112)
- Oldrzych Brneński (1112–1113)
- Sobiesław I (1113–1123)
- Konrad II Znojemski (1123–1128)
- Sobiesław I (1128–1134, jako książę Czech)
- Konrad II Znojemski (1134–1161)
- Konrad III Oto (1161–1191, od 1182 margrabia - patrz niżej, książę Czech 1189–1191 jako Konrad II)
- Władysław Henryk (1192–1194, jako margrabia -patrz niżej)
- Henryk Brzetysław (1194–1197, jako książę czeski)

## Margrabiowie morawscy

### DynastiaPrzemyślidów
- Konrad III Otto (1182–1189) (Książę Czech książę Czech 1189–1191 jako Konrad II)
- Władysław I Henryk (1192–1194, 1197–1122) (Książę Czech w 1197)
- Władysław II (1224–1227)
- Przemysł (1227–1239)
- Władysław III (1246–1247)
- Przemysł Ottokar II Wielki (1247–1278) (Król Czech od 1253)

### DynastiaLuksemburgów
- Karol (1334–1349) (Król Czech od 1346–1378)
- Jan Henryk (1349–1375)
- Jodok (1375–1411)
- Prokop (1375–1405)
- Jan Sobiesław (1375–1380)

### DynastiaHabsburgów
- Albrecht II Habsburg (1423–1439) (Król Czech od 1437)